# 救援派
救援派（朝鮮語: 구원파、クウォンパ）は、異端・カルト110番によるとカルトである。日本語では救い派、クオンパ等ともよばれる。未曽有の大惨事となった韓国の沈没事故を起こした旅客船セウォル号の実質的オーナーが救援派の一派キリスト教福音浸礼会の代表であったことから、同教団の名が日本でも広く知られるようになった。

## 概要
1960年代に大邱を中心に布教活動をしていたオランダ人宣教師ケイス・グラスとアメリカ人宣教師ディック・ヨークの教えを受けた流れが基になっている。1962年に権信燦（권신찬、コン・シンチャン、1923年-1996年）が自らの教会を設立したのを手始めとし、その後の分裂などで今では次のグループに分かれている。
- キリスト教福音浸礼会 - 代表：権信燦→兪炳彦、推定信徒数2万人、本部は竜山区 (ソウル特別市)の三角教会
- 命の御言葉宣教会 - 代表：イ・ヨハン（本名：李福七、이복칠、イ・ポクチル）、推定信徒数2万人
- グッドニュース宣教会 - 代表：朴玉珠

## 教義
「救い」や「罪」の意味内容が通常の教会と異なっているとされる。
1. 本当の救いは「救いを悟る」ことによってのみ得られる
2. 救いを悟っていない多くのクリスチャンは救われていない
3. 悔い改めを繰り返すのは救われていない証拠であり、悔い改める必要はない
4. 救われた者が犯す罪は成り立たないので悔い改める必要がない、悔い改める人は地獄の子だ、自分を罪人と思っている多くのクリスチャンは死後地獄に行く
5. 天国は義人が行くところであって罪人が行くところではないから、「私は義人だ」と告白するべきである

などと主張する。律法は完全に撤廃されたので、盗み・殺人・姦淫などを犯しても罪にあたらないという。